# TrueOS
TrueOS (anteriormente PC-BSD ou PCBSD) é um sistema operativo já descontinuado baseado no FreeBSD. O PC-BSD era voltado para computadores pessoais e possuía um sistema de instalação fácil e que já vinha com o KDE instalado como ambiente gráfico, enquanto o TrueOS era voltado para servidores.
Em 1 de setembro de 2016, a equipe do PC-BSD anunciou que o nome do sistema operacional seria alterado para TrueOS. Em julho de 2018, a equipe do TrueOS anunciou que lançaria a edição para desktop em um projeto separado chamado Project Trident, descontinuado em novembro de 2021.

## Gerenciador de Pacotes
O gerenciador de pacotes do TrueOS adotava uma abordagem semelhante à instalação de software em muitos outros sistemas operacionais do tipo Unix. Em vez de usar diretamente a árvore de ports do FreeBSD (embora permanecesse disponível), o TrueOS usava pacotes de arquivos com a extensão .txz, que continham ports compilados. Um sistema de autobuild rastreava a coleção de ports do FreeBSD e gerava novos arquivos .txz diariamente.
O sistema de gerenciamento de pacotes TrueOS almejava ser visualmente semelhante ao dos principais sistemas operacionais, como Microsoft Windows e Apple MacOS, onde os aplicativos são instalados a partir de um único link de download com prompts gráficos, mas mantendo internamente os tradicionais sistemas de gerenciamento de pacotes .txz usado por muitos sistemas do tipo Unix. O gerenciador de pacotes do TrueOS também cuidava da criação de links categorizados no menu e na área de trabalho do KDE.
O PC-BSD usava um sistema diferente para instalar programas até a versão 8.2. Utiliza arquivos com a extensão ".pbi" - Push Button Installer (Instalador ao Apertar do Botão), o que é bastante similar ao estilo do Microsoft Windows. Todo o software era instalado em "/Programs". Para desinstalá-los bastava abrir "Remove Program" e era aberta uma janela bastante parecida com "Adicionar ou remover programas" do Microsoft Windows.

## Licença
Inicialmente, ao contrário da maioria dos BSDs, que são licenciados sob a licença BSD (Berkeley Software Distribution), o PC-BSD era licenciado sob a GNU General Public License (GPL) devido ao uso da biblioteca Qt. Mais tarde ele foi relicenciado usando a licença BSD.